# Gtaszen
Gtaszen – wieś w Armenii, w prowincji Szirak. W 2011 roku liczyła 271 mieszkańców.